# Phaonia nervicincta
Phaonia nervicincta är en tvåvingeart som beskrevs av Stein 1918. Phaonia nervicincta ingår i släktet Phaonia och familjen husflugor.
Artens utbredningsområde är Paraguay. Inga underarter finns listade i Catalogue of Life.